# ニームルーズ州
ニームルーズ州（ニームルーズしゅう、Nīmrūz Velāyat）は、アフガニスタンの南西部にある州である。ニームローズ州とも呼ばれる。州都はザランジュ (Zaranji)。面積41,000 km²。人口141,400人、アフガニスタン国内で最も人口密度の少ない地域である。

## 地理
周りをファラー州、ヘルマンド州、パキスタンのバローチスターン州及びイランのスィースターン・バルーチェスターン州と接している。
地域としてはイランのスィースターン・バルーチェスターン州北部とともにスィースターン (アラビア語ではシジスターン) を形成する。

## 歴史
2021年8月、ターリバーンが州都ザランジを制圧した。

## 政治
| 歴代州知事  | 歴代州知事                           | 歴代州知事 |
| 任期        | 名前                                 | 備考 |
| ----------- | ------------------------------------ | --- |
| 1995年      | ムッラー・アブドゥル・ガニ・バラダル | ターリバーンの古参。2021年時点で副首相                                                                                             |
| 1996-2001年 | ムッラー・ムハンマド・ラスール       | ターリバーン政権崩壊後、ファラー州の”影の州知事”に就任                                                                             |
| 2001-2005年 | アブドゥル・カリム・ブラフイ         | 米軍侵攻後、初めて任命された知事                                                                                                   |
| 2006-2010年 | グラーム・ダスタギル・アザド         | |
| 2010-2012年 | アブドゥル・カリム・ブラフイ         | |
| 2012-2014年 | ムハンマド・サルワル・スバート       | |
| 2014-2015年 | アミール・ムハンマド・アクンザダ     | |
| 2015-2017年 | ムハンマド・サミ・タサル             | |
| 2018-2019年 | サイード・ワリ・スルタン             | |
| -           | -                                    | |
| ?-2021年    | ムッラー・アブドゥル・ハリク・アベド | ターリバーンが任命した影の知事。共和国特殊作戦司令部はアベドの殺害を報告したが、共和国政府の崩壊後は知事として職務を遂行している。 |
| 2021年-     | マウラウィー・ナジブラ・ラフィ       | ヘラート州のターリバーン特殊部隊を指揮していた                                                                                     |

## 住民
パシュトゥーン人が住民の大部分で、バローチ人が少数生活している。

## 行政区分

ニームルーズ州の行政区分

州都ザランジを含め1市4県を擁する。
1. en:Chahar Burjak District
2. en:Chakhansur District - en:Chakhansur
3. en:Kang District
4. en:Khash Rod District
5. en:Zaranj District - ザランジュ